# Margaret Bean
Margaret E. Bean (nascida em 18 de junho de 1953) é uma ex-ciclista guamesa. Representou Guam em duas provas durante os Jogos Olímpicos de 1992.